# スピロペンタジエン
スピロペンタジエン（英: Spiropentadiene）またはボウチエジエン（英: bowtiediene）は化学式 C5H4 の炭化水素である。スピロ結合したシクロアルケンのなかで最も単純な構造を持つ。環歪みが大きく極めて不安定で、-100℃でも反応性に富むので、自然界には存在しない。1991年に初めて実験室的に合成された。

## 合成経路
スピロペンタジエンの合成には、まずビストリメチルケイ素プロピノン[1]にp-トルエンスルホニルヒドラジドを反応させてトシルヒドラゾン[2]とし、シアノ水素化ホウ素ナトリウムで処理してアレン[3]とする。メチルリチウムとジクロロメタンから生成するジクロロカルベン2分子を[3]に反応させてスピロ化合物[5]を得た後、液体窒素中でTBAFで脱離反応させ、スピロペンタジエンを得る。

## 誘導体
誘導体であるジクロロスピロペンタジエンの合成が報告されている。全ケイ素置換化合物（Si5骨格に(tBuMe2Si)3Si-側鎖がついた化合物）も知られている。ケイ素化合物は炭素のスピロペンタジエンと対照的に安定であり、融点は216 - 218℃である。X線結晶構造解析で得られた2環の角度は78°である。